# 色達県
色達県（しきたつ-けん、セルタル、セルダ、gser thar）は中国四川省カンゼ・チベット族自治州北東部に位置する県。セルタルとは金色の駿馬を意味する。チベット高原の上にあり、バヤンカラ山脈（巴顔喀拉）の東南部が走り、県内には4,000mを超える高い峰が連なる。
セルタルの人口の大部分は牧畜に従事する。県内の有名な寺院には、ニンマ派の最大級の僧院ラルンガル僧院があり、多くの僧侶が学んでいるが当局の警戒の対象でもある。

## 行政区画
| 区分 | 数 | 名称                                                   |
| ---- | -- | ------------------------------------------------------ |
| 鎮   | 5  | 色柯 翁達 洛若 泥朶 甲学                               |
| 郷   | 11 | 克果 然充 康勒 大章 大則 亜龍 塔子 年龍 霍西 旭日 楊各 |

## 交通

### 道路
国道
- G317国道

## 健康・医療・衛生
- 色達県人民医院